# フロリダ州知事
フロリダ州知事（Governors of Florida）は、アメリカ合衆国のフロリダ州の州知事（行政府の長）である。

## 歴代知事
| No. | 州知事                                                                 | 州知事                   | 州知事                                       | 在任期間                                          | 政党                     | 選挙                                       | 副知事                                                | 副知事                                  |
| --- | ---------------------------------------------------------------------- | ------------------------ | -------------------------------------------- | ------------------------------------------------- | ------------------------ | ------------------------------------------ | ----------------------------------------------------- | --------------------------------------- |
| 1   |                                                                        |                          | ウィリアム・モズレイ                         | 1845年6月25日 – 1849年10月1日 (任期制限)          | 民主党                   | 1845                                       | 副知事は存在せず                                      | 副知事は存在せず                        |
| 2   |                                                                        |                          | トーマス・ブラウン                           | 1849年10月1日 – 1853年10月3日 (任期制限)          | ホイッグ党               | 1849                                       | 副知事は存在せず                                      | 副知事は存在せず                        |
| 3   |                                                                        |                          | ジェームズ・ブルーム                         | 1853年10月3日 – 1857年10月5日 (任期制限)          | 民主党                   | 1853                                       | 副知事は存在せず                                      | 副知事は存在せず                        |
| 4   |                                                                        | マディソン・ペリー       | 1857年10月5日 – 1861年10月7日 (任期制限)     | 民主党                                            | 1857                     |                                            | 副知事は存在せず                                      | 副知事は存在せず                        |
| 5   |                                                                        | ジョン・ミルトン         | 1861年10月7日 – 1865年4月1日 (任期中に死去)  | 民主党                                            | 1861                     |                                            | 副知事は存在せず                                      | 副知事は存在せず                        |
| 6   |                                                                        | エイブラハム・アリソン   | 1865年4月1日 – 1865年5月19日 (辞任)          | 民主党                                            | 上院議長が 知事職を 代行 |                                            | 副知事は存在せず                                      | 副知事は存在せず                        |
| —   | 空席                                                                   | 空席                     | 空席                                         | 1865年5月19日 – 1865年7月13日                     | —                        | 知事職空席                                 | 副知事は存在せず                                      | 副知事は存在せず                        |
| 7   |                                                                        |                          | ウィリアム・マーヴィン                       | 1865年7月13日 – 1865年12月20日 (暫定の任期が終了) | —                        | 大統領が 暫定的に 知事を任命               | 副知事は存在せず                                      | 副知事は存在せず                        |
| 8   |                                                                        |                          | デイヴィッド・ウォーカー                     | 1865年12月20日 – 1868年7月4日                     | 民主党                   | 1865                                       |                                                       | ウィリアム・W・J・ケリー                |
| 9   |                                                                        |                          | ハリソン・リード                             | 1868年7月4日 – 1873年1月7日 (再選に出馬せず)      | 共和党                   | 1868                                       | ウィリアム・ヘンリー・グリーソン (1868年12月14日解任) |                                         |
| 9   | 空席                                                                   |                          | ハリソン・リード                             | 1868年7月4日 – 1873年1月7日 (再選に出馬せず)      | 共和党                   | 1868                                       |                                                       |                                         |
| 9   | エドモンド・C・ウィークス (1870年1月24日任命) (1870年12月27日任期終了) |                          | ハリソン・リード                             | 1868年7月4日 – 1873年1月7日 (再選に出馬せず)      | 共和党                   | 1868                                       |                                                       |                                         |
| 9   | サミュエル・T・デイ (1870年12月27日就任)                               |                          | ハリソン・リード                             | 1868年7月4日 – 1873年1月7日 (再選に出馬せず)      | 共和党                   | 1868                                       |                                                       |                                         |
| 10  |                                                                        | オッシャン・ハート       | 1873年1月7日 – 1874年3月18日 (任期中に死去)  | 共和党                                            | 1872                     | マーセルス・スターンズ                     |                                                       |                                         |
| 11  |                                                                        | マーセルス・スターンズ   | 1874年3月18日 – 1877年1月2日 (再選に失敗)    | 共和党                                            | 副知事が知事職を代行     | 知事を代理                                 |                                                       |                                         |
| 12  |                                                                        |                          | ジョージ・ドリュー                           | 1877年1月2日 – 1881年1月4日 (再選に出馬せず)      | 民主党                   | 1876                                       |                                                       | ノーブル・ハル (1879年3月3日辞任)       |
| 12  | 空席                                                                   |                          | ジョージ・ドリュー                           | 1877年1月2日 – 1881年1月4日 (再選に出馬せず)      | 民主党                   | 1876                                       |                                                       |                                         |
| 13  |                                                                        | ウィリアム・ブロクサム   | 1881年1月4日 – 1885年1月7日 (任期制限)       | 民主党                                            | 1880                     |                                            | リビングストン・W・ベセル                             |                                         |
| 14  |                                                                        | エドワード・ペリー       | 1885年1月7日 – 1889年1月8日 (任期制限)       | 民主党                                            | 1884                     | ミルトン・マブリー                         |                                                       |                                         |
| 15  |                                                                        | フランシス・フレミング   | 1889年1月8日 – 1893年1月3日 (任期制限)       | 民主党                                            | 1888                     | 副知事は存在せず                           | 副知事は存在せず                                      |                                         |
| 16  |                                                                        | ヘンリー・ミッチェル     | 1893年1月3日 – 1897年1月5日 (任期制限)       | 民主党                                            | 1892                     | 副知事は存在せず                           | 副知事は存在せず                                      |                                         |
| 17  |                                                                        | ウィリアム・ブロクサム   | 1897年1月5日 – 1901年1月8日 (任期制限)       | 民主党                                            | 1896                     | 副知事は存在せず                           | 副知事は存在せず                                      |                                         |
| 18  |                                                                        | ウィリアム・ジェニングス | 1901年1月8日 – 1905年1月3日 (任期制限)       | 民主党                                            | 1900                     | 副知事は存在せず                           | 副知事は存在せず                                      |                                         |
| 19  |                                                                        | ナポレオン・ブロワード   | 1905年1月3日 – 1909年1月5日 (任期制限)       | 民主党                                            | 1904                     | 副知事は存在せず                           | 副知事は存在せず                                      |                                         |
| 20  |                                                                        | アルバート・ギルクリスト | 1909年1月5日 – 1913年1月7日 (任期制限)       | 民主党                                            | 1908                     | 副知事は存在せず                           | 副知事は存在せず                                      |                                         |
| 21  |                                                                        | パーク・トランメル       | 1913年1月7日 – 1917年1月2日 (任期制限)       | 民主党                                            | 1912                     | 副知事は存在せず                           | 副知事は存在せず                                      |                                         |
| 22  |                                                                        |                          | シドニー・カッツ                             | 1917年1月2日 – 1921年1月4日 (任期制限)            | 禁酒党                   | 副知事は存在せず                           | 副知事は存在せず                                      | 1916                                    |
| 23  |                                                                        |                          | キャリー・ハーディー                         | 1921年1月4日 – 1925年1月6日 (任期制限)            | 民主党                   | 副知事は存在せず                           | 副知事は存在せず                                      | 1920                                    |
| 24  |                                                                        | ジョン・W・マーティン    | 1925年1月6日 – 1929年1月8日 (任期制限)       | 民主党                                            | 1924                     | 副知事は存在せず                           | 副知事は存在せず                                      |                                         |
| 25  |                                                                        | ドイル・カールトン       | 1929年1月8日 – 1933年1月3日 (任期制限)       | 民主党                                            | 1928                     | 副知事は存在せず                           | 副知事は存在せず                                      |                                         |
| 26  |                                                                        | デイヴィッド・ショルツ   | 1933年1月3日 – 1937年1月5日 (任期制限)       | 民主党                                            | 1932                     | 副知事は存在せず                           | 副知事は存在せず                                      |                                         |
| 27  |                                                                        | フレッド・コーン         | 1937年1月5日 – 1941年1月7日 (任期制限)       | 民主党                                            | 1936                     | 副知事は存在せず                           | 副知事は存在せず                                      |                                         |
| 28  |                                                                        | スペッサード・ホルランド | 1941年1月7日 – 1945年1月2日 (任期制限)       | 民主党                                            | 1940                     | 副知事は存在せず                           | 副知事は存在せず                                      |                                         |
| 29  |                                                                        | ミラード・キャルドウェル | 1945年1月2日 – 1949年1月4日 (任期制限)       | 民主党                                            | 1944                     | 副知事は存在せず                           | 副知事は存在せず                                      |                                         |
| 30  |                                                                        | フラー・ウォレン         | 1949年1月4日 – 1953年1月6日 (任期制限)       | 民主党                                            | 1948                     | 副知事は存在せず                           | 副知事は存在せず                                      |                                         |
| 31  |                                                                        | ダニエル・マッカーティ   | 1953年1月6日 – 1953年9月28日 (在任中に死去)  | 民主党                                            | 1952                     | 副知事は存在せず                           | 副知事は存在せず                                      |                                         |
| 32  |                                                                        | チャーリー・ジョン       | 1953年9月28日 – 1955年1月4日 (再指名されず)  | 民主党                                            | 上院議長が 知事職を 代理 | 副知事は存在せず                           | 副知事は存在せず                                      |                                         |
| 33  |                                                                        | リロイ・コリンズ         | 1955年1月4日 – 1961年1月3日 (任期制限)       | 民主党                                            | 1954 (補欠選挙)          | 副知事は存在せず                           | 副知事は存在せず                                      |                                         |
| 33  | 1956                                                                   | リロイ・コリンズ         | 1955年1月4日 – 1961年1月3日 (任期制限)       | 民主党                                            |                          | 副知事は存在せず                           | 副知事は存在せず                                      |                                         |
| 34  |                                                                        | ファリス・ブライアント   | 1961年1月3日 – 1965年1月5日 (任期制限)       | 民主党                                            | 1960                     | 副知事は存在せず                           | 副知事は存在せず                                      |                                         |
| 35  |                                                                        | ハイドン・バーンズ       | 1965年1月5日 – 1967年1月3日 (再指名に失敗)   | 民主党                                            | 1964                     | 副知事は存在せず                           | 副知事は存在せず                                      |                                         |
| 36  |                                                                        |                          | クロード・カーク                             | 1967年1月3日 – 1971年1月5日 (再選に失敗)          | 共和党                   | 副知事は存在せず                           | 副知事は存在せず                                      | 1966                                    |
| 36  | レイ・C・オズボーン (1969年1月7日創設)                                 |                          | クロード・カーク                             | 1967年1月3日 – 1971年1月5日 (再選に失敗)          | 共和党                   |                                            |                                                       | 1966                                    |
| 37  |                                                                        |                          | ルービン・アスキュー                         | 1971年1月5日 – 1979年1月2日 (任期制限)            | 民主党                   | 1970                                       |                                                       | トム・アダムズ・ジュニア                |
| 37  | 1974                                                                   | ジム・ウィリアムズ       | ルービン・アスキュー                         | 1971年1月5日 – 1979年1月2日 (任期制限)            | 民主党                   |                                            |                                                       |                                         |
| 38  |                                                                        | ボブ・グラハム           | 1979年1月2日 – 1987年1月3日 (辞任)           | 民主党                                            | 1978                     | ウェイン・ミクソン                         |                                                       |                                         |
| 38  | 1982                                                                   | ボブ・グラハム           | 1979年1月2日 – 1987年1月3日 (辞任)           | 民主党                                            |                          | ウェイン・ミクソン                         |                                                       |                                         |
| 39  |                                                                        | ウェイン・ミクソン       | 1987年1月3日 – 1987年1月6日 (後任が就任)     | 民主党                                            | 副知事から 昇格          | 空席                                       | 空席                                                  |                                         |
| 40  |                                                                        |                          | ボブ・マーティンズ                           | 1987年1月6日 – 1991年1月8日 (再選に失敗)          | 共和党                   | 1986                                       |                                                       | ボビー・ブラントリー                    |
| 41  |                                                                        |                          | ロートン・チャイルズ                         | 1991年1月8日 – 1998年12月12日 (任期中に死去)      | 民主党                   | 1990                                       |                                                       | バディ・マッケイ                        |
| 41  | 1994                                                                   |                          | ロートン・チャイルズ                         | 1991年1月8日 – 1998年12月12日 (任期中に死去)      | 民主党                   |                                            |                                                       | バディ・マッケイ                        |
| 42  |                                                                        | バディ・マッケイ         | 1998年12月12日 – 1999年1月5日 (後任が就任)   | 民主党                                            | 副知事から 昇格          | 空席                                       | 空席                                                  |                                         |
| 43  |                                                                        |                          | ジェブ・ブッシュ                             | 1999年1月5日 – 2007年1月2日 (任期制限)            | 共和党                   | 1998                                       |                                                       | フランク・ブローガン (2003年3月3日辞任) |
| 43  | 2002                                                                   |                          | ジェブ・ブッシュ                             | 1999年1月5日 – 2007年1月2日 (任期制限)            | 共和党                   |                                            |                                                       | フランク・ブローガン (2003年3月3日辞任) |
| 43  | トニー・ジェニングス                                                   |                          | ジェブ・ブッシュ                             | 1999年1月5日 – 2007年1月2日 (任期制限)            | 共和党                   |                                            |                                                       |                                         |
| 44  |                                                                        | チャーリー・クリスト     | 2007年1月2日 – 2011年1月4日 (再選に出馬せず) | 共和党                                            | 2006                     | ジェフ・コットカンプ                       |                                                       |                                         |
| 45  |                                                                        | リック・スコット         | 2011年1月4日 – 2019年1月7日 (任期制限)       | 共和党                                            | 2010                     | ジェニファー・キャロル (2013年3月12日辞任) |                                                       |                                         |
| 45  | 空席                                                                   | リック・スコット         | 2011年1月4日 – 2019年1月7日 (任期制限)       | 共和党                                            | 2010                     |                                            |                                                       |                                         |
| 45  | カルロス・ロペス・カンテラ (2014年2月3日任命)                          | リック・スコット         | 2011年1月4日 – 2019年1月7日 (任期制限)       | 共和党                                            | 2010                     |                                            |                                                       |                                         |
| 45  | 2014                                                                   | リック・スコット         | 2011年1月4日 – 2019年1月7日 (任期制限)       | 共和党                                            |                          |                                            |                                                       |                                         |
| 46  |                                                                        | ロン・デサンティス       | 2019年1月8日 – 現職                          | 共和党                                            | 2018                     | ジャネット・ヌニェス                       |                                                       |                                         |

## 特記事項
1. ↑  副知事職は1868年に創設、[1]1885年に一旦廃止され[2]、1968年に再び創設された[3]。
2. ↑  副知事は特記のない限り知事と同じ政党を代表
3. ↑  南北戦争で北軍から逃れるために辞任。1865年6月19日に捕えられる。[4]
4. ↑  多くの出典では民主党所属としているが、州のアーカイブでは保守党としている。[5]
5. ↑  共和党を代表
6. ↑  リード知事の弾劾を試みている間、自らを知事と宣言。最高裁はリード知事側有利の判決を下し、副知事を解任。[6]
7. ↑  グリーソンの後任として一時的に任命される。しかし州の財務長官が選挙で選出される副知事の後任を知事が任命できると認めず、給与の支払いを拒否。上院もウィークスの在職を認めず、知事のリードが補欠選挙実施を表明。フロリダ最高裁は補欠選挙の結果が確定した時に、ウィークスの任期が終了すると裁定。[7]
8. ↑  マッカーティ死去による補欠選挙[8]
9. ↑  知事選挙が大統領選と同じ年にならないように、選挙日程が変更され、この任期のみ2年となった。[9]
10. ↑  アメリが合衆国上院議員就任のため辞任。[10]
11. ↑  マッケイは1998年の知事選の民主党候補だったが敗北。敗北後、知事のチャイルズが死去し、後任のブッシュが就任するまで知事職を務める。
12. ↑  クリストは共和党候補として選出されたが、2010年4月に離党し無所属になる。[11]
13. ↑  デサンティスは就任式を待たずに、1月8日の真夜中に知事職に就いた。そのためスコットの任期は1月7日を以て終了した。[12]
14. ↑  2023年1月2日任期終了